# Zaher Kandi
Zaher Kandi (pers. ظاهركندي) – wieś w Iranie, w ostanie Azerbejdżan Zachodni. W 2006 roku miejscowość liczyła 703 mieszkańców w 138 rodzinach.